# لاوري أولونن

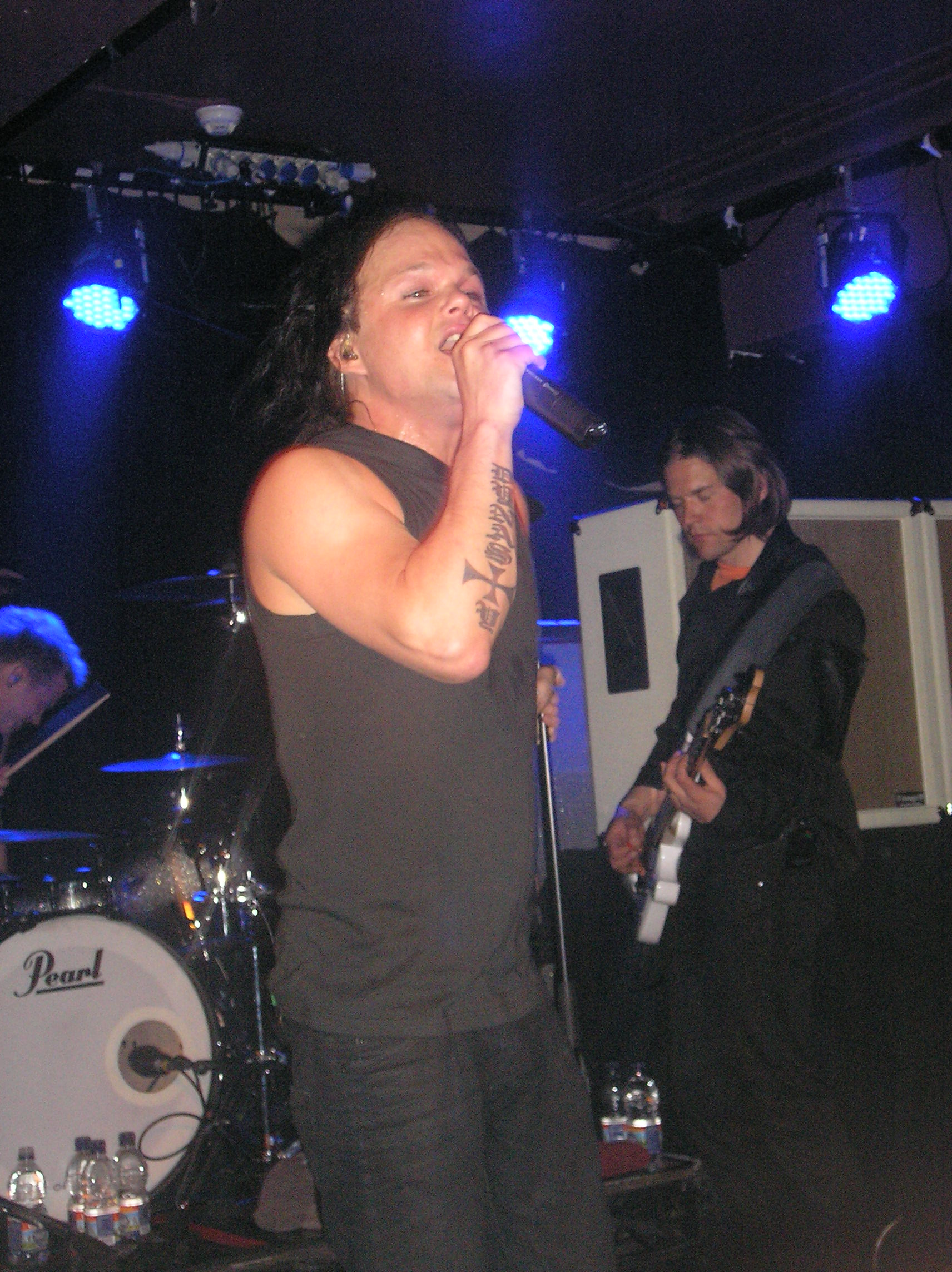
لاوري أولونن

لاوري أولونن (Lauri Ylönen؛ هلسنكي، 23 أبريل 1979) مغني فرقة الروك البديل الفنلندية ذا راسموس.
بدأ عزف البيانو في سن الخامسة، والقيثارة الكلاسيكية في سن الثانية عشرة. بسن الخامسة عشرة شكل الفرقة باسم «راسموس» (صارت لاحقاً ذا راسموس). ترك لاوري المدرسة قبل إنهاءه لدراسته الثانوية ليكرس نفسه بالكامل للفرقة، والتي ظهرت للمرة الأولى في عام 1995، ومنذ ذلك الحين ظلت الموسيقى مهنته بدوام كامل.
يهوى لاوري أولونن جمع دراجات بي إم إكس وممارسة رياضة التزلج. له وشمان : واحد بكلمة ديناستي على ساعده الأيمن وهو اسم شركة الإنتاج الفنلندية التي أسسها لاوري وباولي وأعضاء فرقتي كوان وكيلر، وآخر في الكتف الأيسر لوجه المغنية الآيسلندية بيورك يتحول إلى بجعة.
في 12 أبريل 2008 وُلد له ابنه الأول يوليوس كريستيان أولونن، من صديقته باولا فيزالا مغنية فرقة بي إم إم بي.

## روابط خارجية
- لاوري أولونن على موقع IMDb (الإنجليزية)
- لاوري أولونن على موقع ميوزك برينز (الإنجليزية)
- لاوري أولونن على موقع إن إن دي بي (الإنجليزية)
- لاوري أولونن على موقع ديسكوغز (الإنجليزية)
- لاوري أولونن على موقع قاعدة بيانات الفيلم (الإنجليزية)